# 莫娜·达勒
莫娜·达勒（挪威語：Mona Dahle，1970年8月24日—），挪威女子手球运动员。她曾代表挪威国家队参加1992年和1996年夏季奥林匹克运动会手球比赛，其中1992年奥运会获得一枚银牌。